# Kent Lipham
Kent Lipham (* 7. Oktober 1961 in Talladega; † 25. September 2008 in Los Angeles) war ein Schauspieler.

## Leben
Nach seinem Abschluss an der Talladega High School im Jahr 1980 schickten seine Eltern Lipham auf die Universität, wo er Kommunikationskunst (hauptsächlich Theater) studierte. Seine Lieblingsfächer waren Puppenspiel und Ballett sowie moderner Jazz, was knapp ein Drittel seines Studiums ausmachte. Von der Universität von Montevallo erhielt er im Jahr 1984 seinen Bachelor of Fine Arts (B.F.A.).
Lipham spielte schließlich in vier Filmen: in dem Jugend- und Martial-Arts-Film Karate Tiger (1986), in dem Actionfilm Ausgelöscht (1987), in der Filmkomödie Bikini Summer (1991) und dem Jugendfilm-Drama Rivalen (1990).
Kent Lipham starb am 25. September 2008 aufgrund einer Krankheit im Krankenhaus. Am Tag seines Todes versammelten sich viele seiner Familienmitglieder in seiner Heimatstadt Talladega, Alabama, um die ältere Schwester von Kents Mutter zu beerdigen. Nur ein halbes Jahr zuvor war auch die jüngere Schwester seiner Mutter verstorben.

## Filmografie
- 1986: Karate Tiger (No Retreat, No Surrender)
- 1987: Ausgelöscht (Extreme Prejudice)
- 1990: Rivalen (Across the Tracks)
- 1991: Bikini Summer (Malibou Moon)